# Mickey Hargitay
Miklós Hargitay, popularmente conocido como Mickey Hargitay (Budapest, Hungría; 6 de enero de 1926-Los Ángeles, California; 14 de septiembre de 2006) fue un actor estadounidense de origen húngaro.
Fue Mr. Universo en 1955.
Nació en Budapest (Hungría). Fue notable también por su matrimonio con Jayne Mansfield, y como padre de la actriz Mariska Hargitay.

## Carrera deportiva
Hargitay creció en Hungría, donde trabajaba realizando actos acrobáticos con sus hermanos.
También jugaba al fútbol y se convirtió en campeón de skate.
Luego de participar en la Segunda Guerra Mundial, Hargitay huyó de Hungría después de la guerra y llegó a EE. UU.
Se afincó en Cleveland, donde conoció a su primera esposa, Mary Birge (con quien hacía acrobacias y con quien tuvo una hija, Tina, que nació en 1949). También trabajó como plomero y carpintero.
Después de ver a Steve Reeves (famoso por representar a Hércules) en la tapa de una revista, se sintió inspirado a comenzar físicoculturismo.
En 1955 fue elegido Mr. Universo.
Empezó a trabajar en el grupo de jóvenes musculosos que actuaban con Mae West en el Latin Quarter de Nueva York, donde conoció a Jayne Mansfield, con quien estuvo casado entre 1958 y 1964.

## Carrera profesional
Hargitay actuó en las dos películas más importantes de Mansfield: The Loves of Hercules (1960) y Promises! Promises! (1963). También apareció en un cameo (como novio de Mansfield) en la versión en película de Will success spoil Rock Hunter? (¿el éxito arruinará a Rock Hunter?).
Desde 1959 hasta 1961, Hargitay tuvo un programa televisivo de ejercicios físicos.
También protagonizó la película italiana de horror Bloody Pit of Horror (como Travis Anderson).
La última aparición de Hargitay fue en un episodio de la serie de su hija Mariska Hargitay, Law & Order: Special Victims Unit.
En el episodio «Control», Hargitay hace de un hombre en la escalera mecánica de una estación de metro, que es testigo de un asalto brutal.
El personaje de Mariska, Olivia Benson, más tarde lo entrevista.

## Vida personal
Se casó en primeras nupcias con Mary Birge.
Tuvieron una hija: Tina Hargitay (1949-).

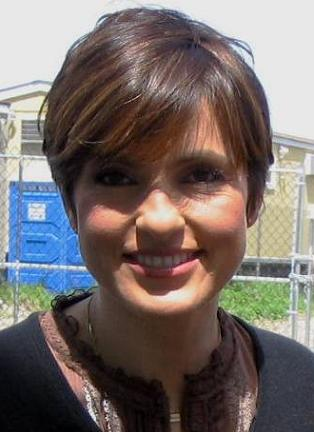
Mariska Hargitay, hija de Mickey Hargitay.

Hargitay y Mansfield se casaron el 13 de enero de 1958.
Tuvieron tres hijos: Miklós Jeffrey Palmer Hargitay (21 de diciembre de 1958-), Zoltán Anthony Hargitay (1  de agosto de 1960-) y Mariska Magdolna Hargitay (llamada Maria, 24 de enero de 1964-).
Mickey Hargitay remodeló la mansión que compartía con Mansfield en Beverly Hills (California), «El Palacio Rosa», donde construyó su famosa piscina con forma de corazón. En noviembre de 2002, la propiedad fue demolida para nuevas construcciones. Su propietario anterior fue el cantante Engelbert Humperdinck.
En mayo de 1963 se divorciaron en Ciudad Juárez (México).
El divorcio se demostró inválido y se reconciliaron en octubre de 1963.
Después del nacimiento de Mariska —quien ganaría un premio Golden Globe en 2005 y un premio Emmy en 2006—, Mansfield hizo un juicio para demostrar que el divorcio en México había sido legal, y ganó.
El divorcio fue reconocido en EE. UU. el 26 de agosto de 1964.
Luego de la muerte de Mansfield en un accidente automovilístico el 29 de junio de 1967, Hargitay hizo un juicio para obtener más de 275 000 dólares para mantener a los hijos; durante el juicio de divorcio, Mansfield había accedido a pagar el mantenimiento de los hijos y darle a Hargitay aproximadamente 70 000 dólares en efectivo y propiedades.
Hargitay se casó otra vez en septiembre de 1967 con Ellen Siano, su esposa hasta su muerte, con quien criaron a los niños Miklós Jr., Zoltán y Mariska.
En 1979, Arnold Schwarzenegger hizo el papel de Mickey Hargitay en la película de TV The Jayne Mansfield Story.
Mickey Hargitay tenía un hermano, Ede.
Mickey era el padrino de su nieto Eddie Hargitay.

## Fallecimiento
Hargitay falleció en Los Ángeles (California) el 14 de septiembre de 2006, a los 80 años de edad, de un mieloma múltiple.

## Filmografía
- Mr. Universe (1988) con Mariska Hargitay.
- The Reincarnation of Isabel (1973) con Rita Calderoni.
- Delirium (1972) con Rita Calderoni.
- Cool Million (1972) con James Farentino, Jackie Coogan y Barbara Bouchet.
- Lady Frankenstein (1971) con Joseph Cotten y Rosalba Neri.
- Wanted: Ringo (1970)
- The Wild, Wild World of Jayne Mansfield (1968) con Jayne Mansfield.
- Cjamango (1967) con Ivan Rassimov y Helene Chanel.
- Spree (1967) (aka Las Vegas by Night) con Jayne Mansfield, Juliet Prowse y Vic Damone.
- Sette donne d'oro contro due 07 (1966) con Maria Vincent.
- The Sheriff Won't Shoot (1965)
- 3 Bullets for Ringo (1965) con Gordon Mitchell.
- Bloody Pit of Horror (1965) con Walter Brandi.
- Stranger in Sacramento (1965) con Barbara Frey.
- Revenge of the Gladiators (1964)
- Primitive Love (1964) con Jayne Mansfield.
- Promises! Promises! (1963) con Jayne Mansfield, Marie McDonald y Tommy Noonan.
- Hercules Vs. the Hydra (1960) con Jayne Mansfield, Massimo Serato y Moira Orfei.
- Slaughter on Tenth Avenue (1957) con Richard Egan, Jan Sterling y Julie Adams.
- Will Success Spoil Rock Hunter? (1957) con Jayne Mansfield y Tony Randall.